# Amauromyza confondata
Amauromyza confondata är en tvåvingeart som beskrevs av Spencer 1986. Amauromyza confondata ingår i släktet Amauromyza och familjen minerarflugor.
Artens utbredningsområde är Kalifornien. Inga underarter finns listade i Catalogue of Life.